# Perjámos (település)

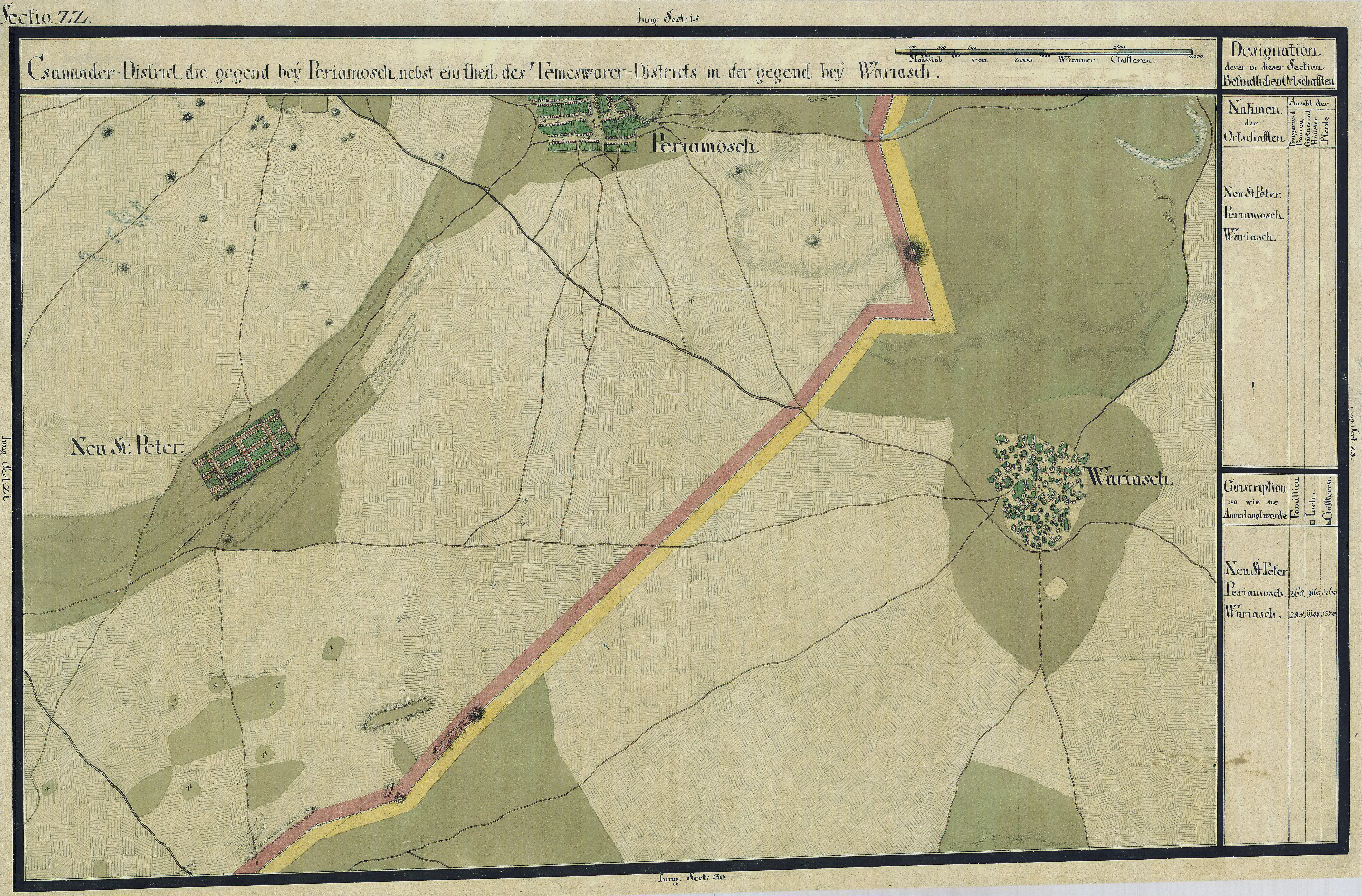
Perjámos egy régi térképen

Perjámos (románul Periam, németül Perjamosch) falu Romániában, Temes megyében, Perjámos község központja. 2007-ben az addig hozzá tartozó Pészak falu önálló községgé alakult. Déli része Haulikfalva (románul Haulik). Neve a latin Priamus személynévből ered.

## Fekvése
Nagyszentmiklóstól 20 km-re keletre, az Aranka-patak bal partján található.

## Története
A falutól keletre a Hallstatti kultúrához tartozó temetkezési hely maradványait tárták fel.
Perjámos nevét 1332-ben Priamusként említették először, ekkor Becsei Imre birtoka volt, akinek idevaló tisztjét említették. 1333-ban Priamus néven volt említve.
Perjámos a középkorban már mezőváros lehetett. 1333-ban már három papja is volt, ami népes településre vall.

### Az első világháború után
1944 szeptemberében a magyar hadsereg elfoglalta a várost, a szovjetek azonban hamar visszavették.
1951-ben 377 bánáti sváb lakosát deportálták a Bărăganra.
2007-ben az addig a községhez tartozó Pészak falu önálló községgé alakult.

## Népessége
1910-ben 5348 lakosából 4309 német, 468 magyar és 287 román volt. A trianoni békeszerződésig Torontál vármegye Perjámosi járásának székhelye volt. 1992-ben társközségével együtt 6572 lakosából 5429 román, 598 cigány, 324 német és 157 magyar volt.

## Nevezetességek
- Nepomuki Szent Jánosnak szentelt római katolikus temploma 1750-ben épült, 1900-ban alakították át. A romániai műemlékek jegyzékében a TM-II-m-B-06272 sorszámon szerepel.[1]

## Híres emberek
- Itt született 1853-ban Schannen Ernő építész.
- Haulikfalván született 1856-ban Baróti Lajos irodalomtörténész.
- Itt született 1859-ben  Erdélyi Károly piarista tanár, műfordító, irodalomtörténész.
- Itt született 1888-ban Brázay Emil magyar újságíró, író, műfordító.
- Itt született 1893-ban Endresz György pilóta, repülőoktató.
- Itt született 1931-ben Franz Remmel német etnológus, író.